# خواجه عمید لوبکی
عمیدالدین لوبکی معروف به «خواجه عمید لوبکی» زاده سال ۶۰۱ هجری قمری در قصبه لوبک از توابع سنام هندوستان و یکی از شاعران پارسی گوی قرن هفتم است.

## زندگی‌نامه
حکیم خواجه عمید لوبکی در زمان سلطان نصیر الدین محمدبن بلبن معروف به خان و مشهور به قاآن ملک و ناصرالدین محمودشاه از سلاطین دهلی می‌زیست. قصیده را به سبک شعرای آذربایجان می‌سرود و در شعر عمید تخلص می‌کرد.

## آثار
امروزه اثری از دیوان خواجه عمید لوبکی بجای نمانده است ولی بعضی از قصاید او در دست است. اشعار وی را در فرهنگ لغات بسیار آورده‌اند.

## نمونه اشعار
| نوروز روزگار نشاط است و ایمنی |  | پوشیده ابر دشت به دیبای ارمنی |

| شد ز یمن مقدمت آراسته تر، هند باز |  | چون ز خیل خسرو سیارگان روی فلک  |
| چند شوم صداع کش گرد بساط خسروان   |  | کز در تست عالمی رزق پذیر بی کلک |

دور سپهر مثل تو هرگز نیاورد - از هفت پشت پهلو پیل‌افکن و گراز 
ماکیان زاغ رنگ از اختران بیضه ور - بیضه بین چون بی خروس از ماکیان آمد پدید